# МКХ-10: Клас II. Новоутворення

## (C00-D48) Клас II. Новоутворення

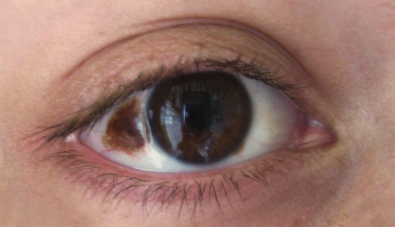
Родимка на оці — вроджена темно-коричнева пляма неправильної форми в склері та райдужці ока.

### (C00-C97) Злоякісні новоутворення

#### (C00-C75) Злоякісні новоутворення уточненої локалізації, котрі визначені як первинні або припустимо первинні

##### (C00-C14) Злоякісні новоутворення губи, ротової порожнини та глотки
| (C00.0) | Злоякісне новоутворення зовнішньої поверхні верхньої губи                                                          |
| (C00.1) | Злоякісне новоутворення зовнішньої поверхні нижньої губи                                                           |
| (C00.2) | Злоякісне новоутворення зовнішньої поверхні губи неуточнене                                                        |
| (C00.3) | Злоякісне новоутворення верхньої губи, внутрішньої поверхні                                                        |
| (C00.4) | Злоякісне новоутворення нижньої губи, внутрішньої поверхні                                                         |
| (C00.5) | Злоякісне новоутворення внутрішньої поверхні губи неуточнене                                                       |
| (C00.6) | Злоякісне новоутворення спайки губи                                                                                |
| (C00.8) | Ураження губи, яке виходить за межі однієї і більше вищезгаданих локалізацій                                       |
| (C00.9) | Злоякісне новоутворення губи, неуточнене                                                                           |
| (C01)   | Злоякісне новоутворення кореня язика                                                                               |
| (C02)   | Злоякісне новоутворення інших та неуточнених частин язика                                                          |
| (C02.0) | Злоякісне новоутворення дорсальної поверхні язика                                                                  |
| (C02.1) | Злоякісне новоутворення бокової поверхні язика                                                                     |
| (C02.2) | Злоякісне новоутворення нижньої поверхні язика                                                                     |
| (C02.3) | Злоякісне новоутворення передніх 2/3 язика неуточненої частини                                                     |
| (C02.4) | Злоякісне новоутворення язикової мигдалини                                                                         |
| (C02.8) | Ураження язика, яке виходить за межі однієї і більше вищезгаданих локалізацій                                      |
| (C02.9) | Злоякісне новоутворення язика, неуточнене                                                                          |
| (C03)   | Злоякісне новоутворення ясен                                                                                       |
| (C03.0) | Злоякісне новоутворення ясен верхньої щелепи                                                                       |
| (C03.1) | Злоякісне новоутворення ясен нижньої щелепи                                                                        |
| (C03.9) | Злоякісне новоутворення ясен неуточнене                                                                            |
| (C04)   | Злоякісне новоутворення дна порожнини рота                                                                         |
| (C04.0) | Злоякісне новоутворення передньої частини дна порожнини рота                                                       |
| (C04.1) | Злоякісне новоутворення латеральної частини дна порожнини рота                                                     |
| (C04.8) | Ураження дна порожнини рота, яке виходить за межі однієї і більше вищезгаданих локалізацій                         |
| (C04.9) | Злоякісне новоутворення дна порожнини рота, неуточнене                                                             |
| (C05)   | Злоякісне новоутворення піднебіння                                                                                 |
| (C05.0) | Злоякісне новоутворення твердого піднебіння                                                                        |
| (C05.1) | Злоякісне новоутворення м'якого піднебіння                                                                         |
| (C05.2) | Злоякісне новоутворення язичка                                                                                     |
| (C05.8) | Ураження піднебіння, яке виходить за межі однієї і більше вищезгаданих локалізацій                                 |
| (C05.9) | Злоякісне новоутворення піднебіння, неуточнене                                                                     |
| (C06)   | Злоякісне новоутворення інших і неуточнених частин порожнини рота                                                  |
| (C06.0) | Злоякісне новоутворення слизової оболонки щоки                                                                     |
| (C06.1) | Злоякісне новоутворення переддвер'я порожнини рота                                                                 |
| (C06.2) | Злоякісне новоутворення ретромолярної області                                                                      |
| (C06.8) | Ураження інших та неуточнених частин порожнини рота, яке виходить за межі однієї і більше вищезгаданих локалізацій |
| (C06.9) | Злоякісне новоутворення порожнини рота неуточнене                                                                  |
| (C07)   | Злоякісне новоутворення привушної слинної залози                                                                   |
| (C08)   | Злоякісне новоутворення інших та неуточнених великих слинних залоз                                                 |
| (C08.0) | Злоякісне новоутворення піднижньощелепної залози                                                                   |
| (C08.1) | Злоякісне новоутворення під'язикової залози                                                                        |
| (C08.8) | Ураження великих слинних залоз, яке виходить за межі однієї і більше вищезгаданих локалізацій                      |
| (C08.9) | Злоякісне новоутворення великої слинної залози, неуточнене                                                         |
| (C09)   | Злоякісне новоутворення мигдалика                                                                                  |
| (C09.0) | Злоякісне новоутворення мигдаликової ямки                                                                          |
| (C09.1) | Злоякісне новоутворення дужки піднебінного мигдалика (передньої)(задньої)                                          |
| (C09.8) | Ураження мигдалика, яке виходить за межі однієї і більше вищезазначених локалізацій                                |
| (C09.9) | Злоякісне новоутворення мигдалика, неуточнене                                                                      |
| (C10)   | Злоякісне новоутворення ротоглотки                                                                                 |
| (C10.0) | Ямки надгортанника                                                                                                 |
| (C10.1) | Злоякісне новоутворення передньої поверхні надгортанника                                                           |
| (C10.2) | Злоякісне новоутворення латеральної стінки ротоглотки                                                              |
| (C10.3) | Злоякісне новоутворення задньої стінки ротоглотки                                                                  |
| (C10.4) | Злоякісне новоутворення зябрових щілин                                                                             |
| (C10.8) | Ураження ротоглотки, яке виходить за межі однієї і більше вищезазначених локалізацій                               |
| (C10.9) | Злоякісне новоутворення ротоглотки, неуточнене                                                                     |
| (C11)   | Злоякісне новоутворення носоглотки                                                                                 |
| (C11.0) | Злоякісне новоутворення верхньої стінки носоглотки                                                                 |
| (C11.1) | Злоякісне новоутворення задньої стінки носоглотки                                                                  |
| (C11.2) | Злоякісне новоутворення бокової стінки носоглотки                                                                  |
| (C11.3) | Злоякісне новоутворення передньої стінки носоглотки                                                                |
| (C11.8) | Ураження носоглотки, яке виходить за межі однієї і більше вищезгаданих локалізацій                                 |
| (C11.9) | Злоякісне новоутворення носоглотки, неуточнене                                                                     |
| (C12)   | Злоякісне новоутворення грушоподібного синусу                                                                      |
| (C13)   | Злоякісне новоутворення нижньої частини глотки                                                                     |
| (C13.0) | Злоякісне новоутворення заперснеподібної області                                                                   |
| (C13.1) | Злоякісне новоутворення черпако-надгортанної складки нижньої частини глотки                                        |
| (C13.2) | Злоякісне новоутворення задньої стінки нижньої частини глотки                                                      |
| (C13.8) | Ураження нижньої частини глотки, яке виходить за межі однієї і більше вищезгаданих локалізацій                     |
| (C13.9) | Злоякісне новоутворення нижньої частини глотки, неуточнене                                                         |
| (C14)   | Злоякісне новоутворення інших та неуточнених локалізацій губи, ротової порожнини і глотки                          |
| (C14.0) | Злоякісне новоутворення глотки, неуточнене                                                                         |
| (C14.1) | Злоякісне новоутворення гортаноглотки                                                                              |
| (C14.2) | Злоякісне новоутворення глоткового кільця Вальдейєра                                                               |
| (C14.8) | Ураження губ, ротової порожнини і глотки, яке виходить за межі однієї і більше вищезгаданих локалізацій            |

##### (C15-C26) Злоякісні новоутворення органів травлення
| (C15)   | Злоякісне новоутворення стравоходу                                                                                           |
| (C15.0) | Злоякісне новоутворення шийного відділу стравоходу                                                                           |
| (C15.1) | Злоякісне новоутворення грудного відділу стравоходу                                                                          |
| (C15.2) | Злоякісне новоутворення черевного відділу стравоходу                                                                         |
| (C15.3) | Злоякісне новоутворення верхньої третини стравоходу                                                                          |
| (C15.4) | Злоякісне новоутворення середньої третини стравоходу                                                                         |
| (C15.5) | Злоякісне новоутворення нижньої третини стравоходу                                                                           |
| (C15.8) | Ураження стравоходу, яке виходить за межі однієї і більше вищезазначених локалізацій                                         |
| (C15.9) | Злоякісне новоутворення стравоходу, неуточнене                                                                               |
| (C16)   | Злоякісне новоутворення шлунку                                                                                               |
| (C16.0) | Злоякісне новоутворення кардії                                                                                               |
| (C16.1) | Злоякісне новоутворення дна шлунку                                                                                           |
| (C16.2) | Злоякісне новоутворення тіла шлунку                                                                                          |
| (C16.3) | Злоякісне новоутворення антрального відділку                                                                                 |
| (C16.4) | Злоякісне новоутворення пілоричного каналу                                                                                   |
| (C16.5) | Злоякісне новоутворення малої кривизни шлунка, неуточнене                                                                    |
| (C16.6) | Злоякісне новоутворення великої кривизни шлунку, неуточнене                                                                  |
| (C16.8) | Злоякісне новоутворення шлунку, яке виходить за межі однієї і більше вищезгаданих локалізацій                                |
| (C16.9) | Злоякісне новоутворення шлунку, неуточнене                                                                                   |
| (C17)   | Злоякісне новоутворення тонкої кишки                                                                                         |
| (C17.0) | Злоякісне новоутворення дванадцятипалої кишки                                                                                |
| (C17.1) | Злоякісне новоутворення порожньої кишки                                                                                      |
| (C17.2) | Злоякісне новоутворення клубової кишки                                                                                       |
| (C17.3) | Злоякісне новоутворення дивертикула Меккеля                                                                                  |
| (C17.8) | Ураження тонкої кишки, яке виходить за межі однієї і більше вищезгаданих локалізацій                                         |
| (C17.9) | Злоякісне новоутворення тонкої кишки, неуточнене                                                                             |
| (C18)   | Злоякісне новоутворення ободової кишки                                                                                       |
| (C18.0) | Злоякісне новоутворення сліпої кишки                                                                                         |
| (C18.1) | Злоякісне новоутворення червоподібного відростку                                                                             |
| (C18.2) | Злоякісне новоутворення висхідної ободової кишки                                                                             |
| (C18.3) | Злоякісне новоутворення печінкового вигину ободової кишки                                                                    |
| (C18.4) | Злоякісне новоутворення поперечноободової кишки                                                                              |
| (C18.5) | Злоякісне новоутворення селезінкового вигину ободової кишки                                                                  |
| (C18.6) | Злоякісне новоутворення низхідної ободової кишки                                                                             |
| (C18.7) | Злоякісне новоутворення сигмоподібної кишки                                                                                  |
| (C18.8) | Ураження ободової кишки, яке виходить за межі однієї і більше вищезгаданих локалізацій                                       |
| (C18.9) | Злоякісне новоутворення ободової кишки, неуточнене                                                                           |
| (C19)   | Злоякісне новоутворення ректосигмоїдного з'єднання                                                                           |
| (C20)   | Злоякісне новоутворення прямої кишки                                                                                         |
| (C21)   | Злоякісне новоутворення заднього проходу (ануса) та анального каналу                                                         |
| (C21.0) | Злоякісне новоутворення заднього проходу, неуточнене                                                                         |
| (C21.1) | Злоякісне новоутворення анального каналу                                                                                     |
| (C21.2) | Злоякісне новоутворення клоакогенної зони                                                                                    |
| (C21.8) | Ураження прямої кишки, заднього проходу та анального каналу, яке виходить за межі однієї і більше вищезазначених локалізацій |
| (C22)   | Злоякісне новоутворення печінки та внутрішньопечінкових жовчних проток                                                       |
| (C22.0) | Печінковоклітинний рак |
| (C22.1) | Рак внутришньопечінкових жовчних проток                                                                                      |
| (C22.2) | Гепатобластома |
| (C22.3) | Ангіосаркома печінки |
| (C22.4) | Інші саркоми печінки |
| (C22.7) | Інші уточнені раки печінки                                                                                                   |
| (C22.9) | Злоякісне новоутворення печінки неуточнене                                                                                   |
| (C23)   | Злоякісне новоутворення жовчного міхура                                                                                      |
| (C24)   | Злоякісне новоутворення інших та неуточнених частин жовчновивідних шляхів                                                    |
| (C24.0) | Злоякісне новоутворення позапечінкової жовчної протоки                                                                       |
| (C24.1) | Злоякісне новоутворення фатерового сосочка                                                                                   |
| (C24.8) | Ураження жовчних проток, які виходять за межі однієї і більше вищезазначених локалізацій                                     |
| (C24.9) | Злоякісне новоутворення жовчних шляхів, неуточнене                                                                           |
| (C25)   | Злоякісне новоутворення підшлункової залози                                                                                  |
| (C25.0) | Злоякісне новоутворення голівки підшлункової залози                                                                          |
| (C25.1) | Злоякісне новоутворення тіла підшлункової залози                                                                             |
| (C25.2) | Злоякісне новоутворення хвоста підшлункової залози                                                                           |
| (C25.3) | Злоякісне новоутворення протоки підшлункової залози                                                                          |
| (C25.4) | Злоякісне новоутворення островкових клітин підшлункової залози                                                               |
| (C25.7) | Злоякісне новоутворення інших частин підшлункової залози                                                                     |
| (C25.8) | Ураження підшлункової залози, яке виходить за межі однієї і більше вищезгаданих локалізацій                                  |
| (C25.9) | Злоякісне новоутворення підшлункової залози, неуточнене                                                                      |
| (C26)   | Злоякісне новоутворення органів травлення інших та неуточнених локалізацій                                                   |
| (C26.0) | Злоякісне новоутворення кишкового тракту, неуточненої частини                                                                |
| (C26.1) | Злоякісне новоутворення селезінки                                                                                            |
| (C26.8) | Ураження органів травлення, яке виходить за межі однієї і більше вищезгаданих локалізацій                                    |
| (C26.9) | Злоякісне новоутворення неуточнених ділянок травної системи                                                                  |

##### (C30-C39) Злоякісні новоутворення органів дихання та грудної клітки
| (C30)   | Злоякісне новоутворення носової порожнини та середнього вуха                                                         |
| (C30.0) | Злоякісне новоутворення носової порожнини                                                                            |
| (C30.1) | Злоякісне новоутворення середнього вуха                                                                              |
| (C31)   | Злоякісне новоутворення придаткових пазух                                                                            |
| (C31.0) | Злоякісне новоутворення верхньощелепної пазухи                                                                       |
| (C31.1) | Злоякісне новоутворення решітчастої пазухи                                                                           |
| (C31.2) | Злоякісне новоутворення лобової пазухи                                                                               |
| (C31.3) | Злоякісне новоутворення клиноподібної пазухи                                                                         |
| (C31.8) | Ураження придаткових пазух, яке виходить за межі однієї і більше вищезгаданих локалізацій                            |
| (C31.9) | Злоякісне новоутворення придаткової пазухи, неуточнене                                                               |
| (C32)   | Злоякісне новоутворення гортані                                                                                      |
| (C32.0) | Злоякісне новоутворення голосової щілини                                                                             |
| (C32.1) | Злоякісне новоутворення надголосової щілини                                                                          |
| (C32.2) | Злоякісне новоутворення підголосової щілини                                                                          |
| (C32.3) | Злоякісне новоутворення гортанного хряща                                                                             |
| (C32.8) | Ураження гортані, яке виходить за межі однієї і більше вищезгаданих локалізацій                                      |
| (C32.9) | Злоякісне новоутворення гортані, неуточнене                                                                          |
| (C33)   | Злоякісне новоутворення трахеї                                                                                       |
| (C34)   | Злоякісне новоутворення бронхів та легенів                                                                           |
| (C34.0) | Злоякісне новоутворення головного бронха                                                                             |
| (C34.1) | Злоякісне новоутворення верхньої долі бронха або легені                                                              |
| (C34.2) | Злоякісне новоутворення передньої долі бронха або легені                                                             |
| (C34.3) | Злоякісне новоутворення нижньої долі бронха або легені                                                               |
| (C34.8) | Ураження бронхів та легенів, яке виходить за межі однієї і більше вищезгаданих локалізацій                           |
| (C34.9) | Злоякісне новоутворення бронхів або легенів, неуточнене                                                              |
| (C37)   | Злоякісне новоутворення вилочкової залози                                                                            |
| (C38)   | Злоякісне новоутворення серця, середостіння та плеври                                                                |
| (C38.0) | Злоякісне новоутворення серця                                                                                        |
| (C38.1) | Злоякісне новоутворення переднього середостіння                                                                      |
| (C38.2) | Злоякісне новоутворення заднього середостіння                                                                        |
| (C38.3) | Злоякісне новоутворення середостіння, неуточненої частини                                                            |
| (C38.4) | Злоякісне новоутворення плеври                                                                                       |
| (C38.8) | Ураження серця, яке виходить за межі однієї і більше вищезгаданих локалізацій                                        |
| (C39)   | Злоякісне новоутворення органів дихання та грудної клітки інших та неуточнених локалізацій                           |
| (C39.0) | Злоякісне новоутворення верхнього дихального тракту, неуточненої частини                                             |
| (C39.8) | Ураження органів дихання та внутрішньогрудних органів, яке виходить за межі однієї і більше вищезгаданих локалізацій |
| (C39.9) | Злоякісне новоутворення неуточнених ділянок системи дихання                                                          |

##### (C40-C41) Злоякісні новоутворення кісток та хрящів суглобів
| (C40)   | Злоякісне новоутворення кісток та суглобових хрящів кінцівок                                                 |
| (C40.0) | Злоякісне новоутворення лопатки та довгих кісток верхньої кінцівки                                           |
| (C40.1) | Злоякісне новоутворення коротких кісток верхньої кінцівки                                                    |
| (C40.2) | Злоякісне новоутворення довгих кісток нижньої кінцівки                                                       |
| (C40.3) | Злоякісне новоутворення коротких кісток нижньої кінцівки                                                     |
| (C40.8) | Ураження кісток та суглобових хрящів кінцівок, яке виходить за межі однієї і більше вищезгаданих локалізацій |
| (C40.9) | Злоякісне новоутворення кісток та суглобового хряща кінцівки, неуточнене                                     |
| (C41)   | Злоякісне новоутворення кісток та суглобових хрящів інших та неуточнених локалізацій                         |
| (C41.0) | Злоякісне новоутворення кісток черепа та обличчя                                                             |
| (C41.1) | Злоякісне новоутворення нижньої щелепи                                                                       |
| (C41.2) | Злоякісне новоутворення хребетного стовпа                                                                    |
| (C41.3) | Злоякісне новоутворення ребер, грудини та ключиці                                                            |
| (C41.4) | Злоякісне новоутворення кісток таза, крижа та куприка                                                        |
| (C41.8) | Ураження кісток і суглобових хрящів, яке виходить за межі однієї локалізації                                 |
| (C41.9) | Злоякісне новоутворення кістки та суглобового хряща, неуточнене                                              |

##### (C43-C44) Меланома та інші злоякісні новоутворення шкіри
| (C43)   | Злоякісна меланома шкіри                                                                         |
| (C43.0) | Злоякісна меланома губи                                                                          |
| (C43.1) | Злоякісна меланома повіки, включаючи кантус                                                      |
| (C43.2) | Злоякісна меланома вуха та зовнішнього слухового каналу                                          |
| (C43.3) | Злоякісна меланома інших та неуточнених частин обличчя                                           |
| (C43.4) | Злоякісна меланома шкіри черепа та шиї                                                           |
| (C43.5) | Злоякісна меланома тулуба                                                                        |
| (C43.6) | Злоякісна меланома верхньої кінцівки, включаючи верхню ділянку грудної клітини (плече)           |
| (C43.7) | Злоякісна меланома нижньої кінцівки, включаючи тазостегнову поверхню                             |
| (C43.8) | Злоякісна меланома шкіри, яке виходить за межі однієї і більше вищезгаданих локалізацій          |
| (C43.9) | Злоякісна меланома шкіри, неуточнена                                                             |
| (C44)   | Інші злоякісні новоутворення шкіри                                                               |
| (C44.0) | Злоякісне новоутворення шкіри губи                                                               |
| (C44.1) | Злоякісне новоутворення шкіри повіки, включаючи кантус (C49.0)                                   |
| (C44.2) | Злоякісне новоутворення шкіри вуха та зовнішнього слухового каналу                               |
| (C44.3) | Злоякісне новоутворення шкіри інших та неуточнених частин обличчя                                |
| (C44.4) | Злоякісне новоутворення шкіри черепа та шиї                                                      |
| (C44.5) | Злоякісне новоутворення шкіри тулуба                                                             |
| (C44.6) | Злоякісне новоутворення шкіри верхньої кінцівки, включаючи верхню ділянку грудної клітки (плече) |
| (C44.7) | Злоякісне новоутворення шкіри нижньої кінцівки, включаючи тазостегневу поверхню                  |
| (C44.8) | Ураження шкіри, яке виходить за межі однієї і більше вищезгаданих локалізацій                    |
| (C44.9) | Злоякісне новоутворення шкіри, неуточнене                                                        |

##### (C45-C49) Злоякісні новоутворення мезотеліальної та м'яких тканин
| (C45)   | Мезотеліома |
| (C45.0) | Мезотеліома плеври |
| (C45.1) | Мезотеліома очеревини |
| (C45.2) | Мезотеліома парикарда |
| (C45.7) | Мезотеліома інших ділянок |
| (C45.9) | Мезотеліома, неуточнена |
| (C46)   | Саркома Капоші |
| (C46.0) | Саркома Капоші шкіри |
| (C46.1) | Саркома Капоші м'якої тканини                                                                                                |
| (C46.2) | Саркома Капоші піднебіння |
| (C46.3) | Саркома Капоші лімфатичних вузлів                                                                                            |
| (C46.7) | Саркома Капоші інших ділянок                                                                                                 |
| (C46.8) | Саркома Капоші множинних органів                                                                                             |
| (C46.9) | Саркома Капоші, неуточнена                                                                                                   |
| (C47)   | Злоякісне новоутворення периферичних нервів та вегетативної нервової системи                                                 |
| (C47.0) | Злоякісне новоутворення периферичних нервів голови, обличчя та шиї                                                           |
| (C47.1) | Злоякісне новоутворення периферичних нервів верхньої кінцівки, включаючи плече                                               |
| (C47.2) | Злоякісне новоутворення периферичних нервів нижньої кінцівки, включаючи тазостегневу ділянку                                 |
| (C47.3) | Злоякісне новоутворення периферичних нервів грудної клітки                                                                   |
| (C47.4) | Злоякісне новоутворення периферичних нервів живота                                                                           |
| (C47.5) | Злоякісне новоутворення периферичних нервів тазу                                                                             |
| (C47.6) | Злоякісне новоутворення периферичних нервів тулуба, неуточнене                                                               |
| (C47.8) | Ураження периферичних нервів та вегетативної нервової системи, яке виходить за межі однієї і більше вищезгаданих локалізацій |
| (C47.9) | Злоякісне новоутворення периферичних нервів та вегетативної нервової системи, неуточнене                                     |
| (C48)   | Злоякісне новоутворення м'яких тканин заочеревини та очеревини                                                               |
| (C48.0) | Злоякісне новоутворення м'яких тканин заочеревиного простору та очеревини                                                    |
| (C48.1) | Злоякісне новоутворення уточнених ділянок очеревини                                                                          |
| (C48.2) | Злоякісне новоутворення очеревини, неуточнене                                                                                |
| (C48.8) | Ураження заочеревини та очеревини, яке виходить за межі однієї і більше вищезазначених локалізацій                           |
| (C49)   | Злоякісне новоутворення іншої сполучної та м'якої тканини                                                                    |
| (C49.0) | Сполучної та м'якої тканини голови, обличчя та шиї                                                                           |
| (C49.1) | Сполучної та м'якої тканини верхньої ткани кінцівки, включаючи верхню ділянку грудної клітки (плече)                         |
| (C49.2) | Сполучної та м'якої тканини нижньої кінцівки, включаючи тазостегнову ділянку (стегно)                                        |
| (C49.3) | Сполучної та м'якої тканини грудної клітки                                                                                   |
| (C49.4) | Сполучної та м'якої тканини живота                                                                                           |
| (C49.5) | Сполучної та м'якої тканини таза                                                                                             |
| (C49.6) | Сполучної та м'якої тканини тулуба, неуточнене                                                                               |
| (C49.8) | Ураження сполучної та м'якої тканини, яке виходить за межі однієї і більше вищезгаданих локалізацій                          |
| (C49.9) | Сполучної та м'якої тканини, неуточнене                                                                                      |

##### (C50) Злоякісні новоутворення молочної залози
| (C50.0) | Злоякісне новоутворення соска та ареоли                                                     |
| (C50.1) | Злоякісне новоутворення центральної частини молочної залози                                 |
| (C50.2) | Злоякісне новоутворення верхньо-внутрішнього квадранта молочної залози                      |
| (C50.3) | Злоякісне новоутворення нихньо-внутрішнього квадранта молочної залози                       |
| (C50.4) | Злоякісне новоутворення верхньо-зовнішнього квадранта молочної залози                       |
| (C50.5) | Злоякісне новоутворення нижньо-зовнішнього квадранта молочної залози                        |
| (C50.6) | Злоякісне новоутворення пахвового хвоста молочної залози                                    |
| (C50.8) | Ураження молочної залози з частково співпадаючою локалізацією (див. примітку 5 на стор.234) |
| (C50.9) | Злоякісне новоутворення молочної залози, неуточнене                                         |

##### (C51-C58) Злоякісні новоутворення жіночих статевих органів
| (C51)   | Злоякісне новоутворення вульви                                                                   |
| (C51.0) | Великої соромітної губи                                                                          |
| (C51.1) | Малої соромітної губи                                                                            |
| (C51.2) | Клітора                                                                                          |
| (C51.8) | Ураження вульви, яке виходить за межі однієї і більше вищезгаданих локалізацій                   |
| (C51.9) | Вульви, неуточнене                                                                               |
| (C52)   | Злоякісне новоутворення вагіни                                                                   |
| (C53)   | Злоякісне новоутворення шийки матки                                                              |
| (C53.0) | Внутрішньої частини каналу шийки матки                                                           |
| (C53.1) | Зовнішньої частини каналу шийки матки                                                            |
| (C53.8) | Ураження шийки матки, яке виходить за межі однієї і більше вищезгаданих локалізацій              |
| (C53.9) | Шийки матки, неуточнене                                                                          |
| (C54)   | Злоякісне новоутворення тіла матки                                                               |
| (C54.0) | Перешийка матки                                                                                  |
| (C54.1) | Ендометрія                                                                                       |
| (C54.2) | Міометрія                                                                                        |
| (C54.3) | Дна матки                                                                                        |
| (C54.8) | Ураження тіла матки, яке виходить за межі однієї і більше вищезгаданих локалізацій               |
| (C54.9) | Тіла матки, неуточнене                                                                           |
| (C55)   | Злоякісне новоутворення матки, неуточненої локалізації                                           |
| (C56)   | Злоякісне новоутворення яєчника                                                                  |
| (C57)   | Злоякісне новоутворення інших та неуточнених жіночих статевих органів                            |
| (C57.0) | Фалопієвої труби                                                                                 |
| (C57.1) | Широкої зв'язки                                                                                  |
| (C57.2) | Круглої зв'язки                                                                                  |
| (C57.3) | Параметрія                                                                                       |
| (C57.4) | Придатків матки, неуточнене                                                                      |
| (C57.7) | Інших уточнених жіночих статевих органів                                                         |
| (C57.8) | Ураження жіночих статевих органів, яке виходить за межі однієї і більше вищезгаданих локалізацій |
| (C57.9) | Жіночих статевих органів, неуточнене                                                             |
| (C58)   | Злоякісне новоутворення плаценти                                                                 |

##### (C60-C63) Злоякісні новоутворення чоловічих статевих органів
| (C60)   | Злоякісне новоутворення статевого члена                                                            |
| (C60.0) | Крайньої плоті                                                                                     |
| (C60.1) | Головки статевого члена                                                                            |
| (C60.2) | Тіла статевого члена                                                                               |
| (C60.8) | Ураження статевого члена, яке виходить за межі однієї і більше вищезгаданих локалізацій            |
| (C60.9) | Статевого члена, неуточнене                                                                        |
| (C61)   | Злоякісне новоутворення простати, передміхурової залози                                            |
| (C62)   | Злоякісне новоутворення яєчка                                                                      |
| (C62.0) | Яєчка, що не опустилось                                                                            |
| (C62.1) | Яєчка, що опустилось                                                                               |
| (C62.9) | Яєчка, неуточнене                                                                                  |
| (C63)   | Злоякісне новоутворення інших та неуточнених чоловічих статевих органів                            |
| (C63.0) | Придатка яєчка                                                                                     |
| (C63.1) | Сім'яного канатика                                                                                 |
| (C63.2) | Калитки (мошонки)                                                                                  |
| (C63.7) | Інших уточнених чоловічих статевих органів                                                         |
| (C63.8) | Ураження чоловічих статевих органів, яке виходить за межі однієї і більше вищезгаданих локалізацій |
| (C63.9) | Чоловічого статевого органу, неуточнене                                                            |

##### (C64-C68) Злоякісні новоутворення сечових шляхів
| (C64)   | Злоякісне новоутворення нирки, за винятком ниркової миски                                                |
| (C65)   | Злоякісне новоутворення ниркової миски                                                                   |
| (C66)   | Злоякісне новоутворення сечоводу                                                                         |
| (C67)   | Злоякісне новоутворення сечового міхура                                                                  |
| (C67.0) | Злоякісне новоутворення трикутника сечового міхура                                                       |
| (C67.1) | Злоякісне новоутворення купола сечового міхура                                                           |
| (C67.2) | Злоякісне новоутворення бокової стінки сечового міхура                                                   |
| (C67.3) | Злоякісне новоутворення передньої стінки сечового міхура                                                 |
| (C67.4) | Злоякісне новоутворення задньої стінки сечового міхура                                                   |
| (C67.5) | Злоякісне новоутворення шийки сечового міхура                                                            |
| (C67.6) | Злоякісне новоутворення вічка сечівника                                                                  |
| (C67.7) | Злоякісне новоутворення урахуса (сечової протоки)                                                        |
| (C67.8) | Ураження сечового міхура, яке виходить за межі однієї і більше вищезгаданих локалізацій                  |
| (C67.9) | Злоякісне новоутворення сечового міхура, неуточнене                                                      |
| (C68)   | Злоякісне новоутворення інших та неуточнених сечових органів                                             |
| (C68.0) | Злоякісне новоутворення сечівника (уретри)                                                               |
| (C68.1) | Злоякісне новоутворення парауретральної залози                                                           |
| (C68.8) | Ураження сечовивідних локалізацій органів, яке виходить за межі однієї і більше вищезгаданих локалізацій |
| (C68.9) | Злоякісне новоутворення сечового органу, неуточнене                                                      |

##### (C69-C72) Злоякісні новоутворення ока, головного мозку та інших відділів ЦНС
| (C69)   | Злоякісне новоутворення ока та придатків                                                                     |
| (C69.0) | Кон'юнктиви                                                                                                  |
| (C69.1) | Рогівки |
| (C69.2) | Сітківки |
| (C69.3) | Судинної оболонки ока                                                                                        |
| (C69.4) | Циліарного тіла                                                                                              |
| (C69.5) | Сльозової залози та протоки                                                                                  |
| (C69.6) | Орбіти |
| (C69.8) | Ураження ока та придатків, яке виходить за межі однієї і більше вищезгаданих локалізацій                     |
| (C69.9) | Ока, неуточнене                                                                                              |
| (C70)   | Злоякісне новоутворення мозкових оболон                                                                      |
| (C70.0) | Церебральних мозкових оболон                                                                                 |
| (C70.1) | Спінальних мозкових оболон                                                                                   |
| (C70.9) | Мозкової оболони, неуточнене                                                                                 |
| (C71)   | Злоякісне новоутворення головного мозку                                                                      |
| (C71.0) | Головного мозку, за винятком часток та шлуночків                                                             |
| (C71.1) | Лобової частки                                                                                               |
| (C71.2) | Скроневої частки                                                                                             |
| (C71.3) | Тим'яної частки                                                                                              |
| (C71.4) | Потиличної частки                                                                                            |
| (C71.5) | Шлуночка мозку                                                                                               |
| (C71.6) | Мозочка |
| (C71.7) | Стовбура мозку                                                                                               |
| (C71.8) | Ураження мозку, яке виходить за межі однієї і більше вищезгаданих локалізацій                                |
| (C71.9) | Головного мозку, неуточнене                                                                                  |
| (C72)   | Злоякісне новоутворення спинного мозку, черепно-мозкових нервів та інших частин центральної нервової системи |
| (C72.0) | Спинного мозку                                                                                               |
| (C72.1) | Кінського хвоста                                                                                             |
| (C72.2) | Нюхового нерва                                                                                               |
| (C72.3) | Зорового нерва                                                                                               |
| (C72.4) | Слухового нерва                                                                                              |
| (C72.5) | Інших та неуточнених черепних нервів                                                                         |
| (C72.8) | Ураження центральної нервової системи, яке виходить за межі однієї локалізації                               |
| (C72.9) | Центральної нервової системи, неуточнене                                                                     |

##### (C73-C75) Злоякісні новоутворення щитоподібної залози та інших ендокринних залоз
| (C73)   | Злоякісне новоутворення щитоподібної залози                              |
| (C74)   | Злоякісне новоутворення наднирника                                       |
| (C74.0) | Кори наднирника                                                          |
| (C74.1) | Мозкового шару наднирника                                                |
| (C74.9) | Наднирника, неуточнене                                                   |
| (C75)   | Злоякісне новоутворення інших ендокринних залоз та спорідненних структур |
| (C75.0) | Паращитоподібної залози                                                  |
| (C75.1) | Гіпофіза                                                                 |
| (C75.2) | Черепноглоткової протоки                                                 |
| (C75.3) | Шишкоподібної залози                                                     |
| (C75.4) | Каротидного гломуса                                                      |
| (C75.5) | Аортального гломуса та іншого параганглію                                |
| (C75.8) | Полігландулярне ураження, неуточнене                                     |
| (C75.9) | Ендокринної залози, неуточнене 0                                         |

#### (C76-C80) Злоякісні новоутворення неточно визначені, вторинні та неуточненої локалізації
| (C76)   | Злоякісне новоутворення інших та неточно визначених локалізацій                                                    |
| (C76.0) | Голови, обличчя та шиї                                                                                             |
| (C76.1) | Грудної клітки |
| (C76.2) | Живота |
| (C76.3) | Тазу |
| (C76.4) | Верхньої кінцівки                                                                                                  |
| (C76.5) | Нижньої кінцівки                                                                                                   |
| (C76.7) | Інших неточно визначених локалізацій                                                                               |
| (C76.8) | Ураження інших та неточно визначених локалізацій,з частково співпадаючою локалізацією (див.примітку 5 на стор.234) |
| (C77)   | Вторинне та неуточнене злоякісне новоутворення лімфатичних вузлів                                                  |
| (C77.0) | Лімфатичних вузлів голови, обличчя та шиї                                                                          |
| (C77.1) | Внутрішньогрудних лімфатичних вузлів                                                                               |
| (C77.2) | Внутрішньочеревних лімфатичних вузлів                                                                              |
| (C77.3) | Лімфатичних вузлів пахових та верхньої кінцівки                                                                    |
| (C77.4) | Лімфатичних вузлів пахових та нижньої кінцівки                                                                     |
| (C77.5) | Внутрішньотазових лімфатичних вузлів                                                                               |
| (C77.8) | Лімфатичних вузлів множинних ділянок                                                                               |
| (C77.9) | Лімфатичного вузла, неуточнене                                                                                     |
| (C78)   | Вторинне злоякісне новоутворення органів дихання і травлення                                                       |
| (C78.0) | Вторинне злоякісне новоутворення легені                                                                            |
| (C78.1) | Вторинне злоякісне новоутворення середостіння                                                                      |
| (C78.2) | Вторинне злоякісне новоутворення плеври                                                                            |
| (C78.3) | Вторинне злоякісне новоутворення інших та неуточнених органів дихання                                              |
| (C78.4) | Вторинне злоякісне новоутворення тонкого кишечника                                                                 |
| (C78.5) | Вторинне злоякісне новоутворення товстого кишечника та прямої кишки                                                |
| (C78.6) | Вторинне злоякісне новоутворення заочеревного простіру та очеревини                                                |
| (C78.7) | Вторинне злоякісне новоутворення печінки                                                                           |
| (C78.8) | Вторинне злоякісне новоутворення інших та неуточнених органів травлення                                            |
| (C79)   | Вторинне злоякісне новоутворення інших уточнених локалізацій                                                       |
| (C79.0) | Вторинне злоякісне новоутворення нирки та ниркової миски                                                           |
| (C79.1) | Вторинне злоякісне новоутворення сечового міхура, інших та неуточнених сечових органів                             |
| (C79.2) | Вторинне злоякісне новоутворення шкіри                                                                             |
| (C79.3) | Вторинне злоякісне новоутворення головного мозку та мозкових оболон                                                |
| (C79.4) | Вторинне злоякісне новоутворення інших та неуточнених частин нервової системи                                      |
| (C79.5) | Вторинне злоякісне новоутворення кісток та кісткового мозку                                                        |
| (C79.6) | Вторинне злоякісне новоутворення яєчника                                                                           |
| (C79.7) | Вторинне злоякісне новоутворення наднирника                                                                        |
| (C79.8) | Вторинне злоякісне новоутворення інших уточнених локалізацій                                                       |
| (C80)   | Злоякісне новоутворення без уточнення локалізації                                                                  |

#### (C81-C96) Злоякісні новоутворення лімфоїдної, кровотворної та споріднених їм тканин
| (C81)   | Хвороба Ходжкіна (лімфогранулематоз)                                                      |
| (C81.0) | Переважно лімфоцитарний варіант                                                           |
| (C81.1) | Склеро-нодулярний варіант                                                                 |
| (C81.2) | Змішано-клітинний варіант                                                                 |
| (C81.3) | Лімфоцитарне виснаження                                                                   |
| (C81.7) | Інші форми хвороби Ходжкіна                                                               |
| (C81.9) | Хвороба Ходжкіна, неуточнена                                                              |
| (C82)   | Неходжкінська лімфома, фолікулярна (нодулярна)                                            |
| (C82.0) | Дрібноклітинна з розщепленими ядрами, фолікулярна                                         |
| (C82.1) | Змішана дрібноклітинна з розщепленими ядрами та великоклітинна, фолікулярна               |
| (C82.2) | Великоклітинна, фолікулярна                                                               |
| (C82.7) | Інші типи неходжкінської фолікулярної лімфоми                                             |
| (C82.9) | Фолікулярна неходжкінська лімфома, неуточнена                                             |
| (C83)   | Неходжкінська лімфома дифузна                                                             |
| (C83.0) | Дрібноклітинна (дифузна)                                                                  |
| (C83.1) | Дрібноклітинна (дифузна) з розщепленими ядрами                                            |
| (C83.2) | Змішана дрібно- та великоклітинна (дифузна)                                               |
| (C83.3) | Великоклітинна (дифузна)                                                                  |
| (C83.4) | Імунобластна (дифузна)                                                                    |
| (C83.5) | Лімфобластна (дифузна)                                                                    |
| (C83.6) | Недиференційована (дифузна)                                                               |
| (C83.7) | Лімфома Беркітта                                                                          |
| (C83.8) | Інші типи неходжкінської лімфоми                                                          |
| (C83.9) | Дифузна неходжкінська лімфома, неуточнена                                                 |
| (C84)   | Периферійні та шкірні Т-клітинні лімфоми                                                  |
| (C84.0) | Грибкоподібний мікоз                                                                      |
| (C84.1) | Хвороба Сезарі                                                                            |
| (C84.2) | Т-зональна лімфома                                                                        |
| (C84.3) | Лімфоепітеліоїдна лімфома                                                                 |
| (C84.4) | Периферична Т-клітинна лімфома                                                            |
| (C84.5) | Інші та неуточнені Т-клітинні лімфоми                                                     |
| (C85)   | Інші та неуточнені типи неходжкінської лімфоми                                            |
| (C85.0) | Лімфосаркома                                                                              |
| (C85.1) | В-клітинна лімфома, неуточнена                                                            |
| (C85.7) | Інші уточнені типи неходжкінської лімфоми                                                 |
| (C85.9) | Неходжкінська лімфома, неуточненого типу                                                  |
| (C88)   | Злоякісні імунопроліферативні хвороби                                                     |
| (C88.0) | Макроглобулінемія Вальденстрема                                                           |
| (C88.1) | Хвороба важких альфа-ланцюгів                                                             |
| (C88.2) | Хвороба важких гамма-ланцюгів                                                             |
| (C88.3) | Імунопроліферативна хвороба тонкої кишки                                                  |
| (C88.7) | Інші злоякісні імунопроліферативні хвороби                                                |
| (C88.9) | Злоякісна імунопроліферативна хвороба, неуточнена                                         |
| (C90)   | Множинна мієлома та злоякісні плазмоклітинні новоутворення                                |
| (C90.0) | Множинна мієлома                                                                          |
| (C90.1) | Плазмоклітинний лейкоз                                                                    |
| (C90.2) | Плазмоцитома екстрамедулярна                                                              |
| (C91)   | Лімфоїдний лейкоз (лімфолейкоз)                                                           |
| (C91.0) | Гострий лімфобластичний лейкоз                                                            |
| (C91.1) | Хронічний лімфоцитарний лейкоз                                                            |
| (C91.2) | Підгострий лімфоцитарний лейкоз                                                           |
| (C91.3) | Пролімфоцитарний лейкоз                                                                   |
| (C91.4) | Волосатоклітинний лейкоз                                                                  |
| (C91.5) | Лейкоз зрілих Т-клітин                                                                    |
| (C91.7) | Інший уточнений лімфоїдний лейкоз                                                         |
| (C91.9) | Лімфоїдний лейкоз, неуточнений                                                            |
| (C92)   | Мієлоїдний лейкоз                                                                         |
| (C92.0) | Гострий мієлоїдний лейкоз                                                                 |
| (C92.1) | Хронічний мієлоїдний лейкоз                                                               |
| (C92.2) | Підгострий мієлоїдний лейкоз                                                              |
| (C92.3) | Мієлоїдна саркома                                                                         |
| (C92.4) | Гострий промієлоцитарний лейкоз                                                           |
| (C92.5) | Гострий мієломоноцитарний лейкоз                                                          |
| (C92.7) | Інший мієломоноцитарний лейкоз                                                            |
| (C92.9) | Мієлоїдний лейкоз, неуточнений                                                            |
| (C93)   | Моноцитарний лейкоз                                                                       |
| (C93.0) | Гострий моноцитарний лейкоз                                                               |
| (C93.1) | Хронічний моноцитарний лейкоз                                                             |
| (C93.2) | Підгострий моноцитарний лейкоз                                                            |
| (C93.7) | Інший моноцитарний лейкоз                                                                 |
| (C93.9) | Моноцитарний лейкоз, неуточнений                                                          |
| (C94)   | Інший лейкоз уточненого клітинного типу                                                   |
| (C94.0) | Гостра еритремія та еритролейкоз                                                          |
| (C94.1) | Хронічна еритремія                                                                        |
| (C94.2) | Гострий мегакаріобластний лейкоз                                                          |
| (C94.3) | Тучноклітинний лейкоз                                                                     |
| (C94.4) | Гострий панмієлоз                                                                         |
| (C94.5) | Гострий мієлофіброз                                                                       |
| (C94.7) | Інші уточнені лейкози                                                                     |
| (C95)   | Лейкоз неуточненого клітинного типу                                                       |
| (C95.0) | Гострий лейкоз неуточненого клітинного типу                                               |
| (C95.1) | Хронічний лейкоз неуточненого клітинного типу                                             |
| (C95.2) | Підгострий лейкоз неуточненого клітинного типу                                            |
| (C95.7) | Інший лейкоз неуточненого клітинного типу                                                 |
| (C95.9) | Лейкоз, неуточнена                                                                        |
| (C96)   | Інші та неуточнені злоякісні новоутворення лімфоїдної, кровотворної та споріднених тканин |
| (C96.0) | Хвороба Леттерера-Сіве                                                                    |
| (C96.1) | Злоякісний гістіоцитоз                                                                    |
| (C96.2) | Злоякісна тучноклітинна пухлина                                                           |
| (C96.3) | Справжня гістіоцитарна лімфома                                                            |
| (C96.7) | Інші уточнені злоякісні новоутворення лімфоїдної, кровотворної та спорідненої тканини     |
| (C96.7) | Злоякісне новоутворення лімфоїдної, кровотворної та спорідненої тканини, неуточнене       |

### (D00-D09) Новоутворення in situ
| (D00)   | Карцинома in situ ротової порожнини, стравоводу та шлунку                                |
| (D00.0) | Злоякісне новоутворення губи, ротової порожнини та глотки                                |
| (D00.1) | Злоякісне новоутворення стравоходу                                                       |
| (D00.2) | Злоякісне новоутворення шлунку                                                           |
| (D01)   | Карцинома in situ інших та неуточнених органів травлення                                 |
| (D01.0) | Злоякісне новоутворення товстої кишки                                                    |
| (D01.1) | Злоякісне новоутворення ректосигмоїдного сполучення                                      |
| (D01.2) | Злоякісне новоутворення прямої кишки                                                     |
| (D01.3) | Злоякісне новоутворення ануса та анального каналу                                        |
| (D01.4) | Злоякісне новоутворення інших та неуточнених частин кишечника                            |
| (D01.5) | Злоякісне новоутворення печінки, жовчного міхура та жовчних протоків                     |
| (D01.7) | Злоякісне новоутворення інших уточнених органів травлення                                |
| (D01.9) | Злоякісне новоутворення органу травлення, неуточнена                                     |
| (D02)   | Карцинома in situ середнього вуха та органів дихання                                     |
| (D02.0) | Злоякісне новоутворення гортані                                                          |
| (D02.1) | Злоякісне новоутворення трахеї                                                           |
| (D02.2) | Злоякісне новоутворення бронха та легені                                                 |
| (D02.3) | Злоякісне новоутворення інших частин органів дихання                                     |
| (D02.4) | Злоякісне новоутворення органів травлення, неуточнена                                    |
| (D03)   | Меланома in situ                                                                         |
| (D03.0) | Меланома in situ губи                                                                    |
| (D03.1) | Меланома in situ повіка, включаючи кантус                                                |
| (D03.2) | Меланома in situ вуха та зовнішнього слухового проходу                                   |
| (D03.3) | Меланома in situ інших та неуточнених частин обличчя                                     |
| (D03.5) | Меланома in situ тулуба                                                                  |
| (D03.6) | Меланома in situ верхньої кінцівки, включаючи ділянку плечового суглобу                  |
| (D03.7) | Меланома in situ нижньої кінцівки, включаючи ділянку тазостегнового суглобу              |
| (D03.8) | Меланома in situ інших ділянок                                                           |
| (D03.9) | Меланома in situ, неуточнена                                                             |
| (D04)   | Карцинома in situ шкіри                                                                  |
| (D04.0) | Злоякісне новоутворення шкіри губи                                                       |
| (D04.1) | Злоякісне новоутворення шкіри повіка, включаючи кантус                                   |
| (D04.2) | Злоякісне новоутворення шкіри вуха та зовнішнього слухового проходу                      |
| (D04.3) | Злоякісне новоутворення шкіри інших та неуточнених частин обличчя                        |
| (D04.4) | Злоякісне новоутворення шкіри черепа та шиї                                              |
| (D04.5) | Злоякісне новоутворення шкіри тулуба                                                     |
| (D04.6) | Злоякісне новоутворення шкіри верхньої кінцівки, включаючи ділянку плечового суглобу     |
| (D04.7) | Злоякісне новоутворення шкіри нижньої кінцівки, включаючи ділянку тазостегнового суглобу |
| (D04.8) | Злоякісне новоутворення шкіри інших ділянок                                              |
| (D04.9) | Злоякісне новоутворення шкіри, неуточнена                                                |
| (D05)   | Карцинома in situ молочної залози                                                        |
| (D05.0) | Лобулярна карцинома in situ                                                              |
| (D05.1) | Внутрішньопротокова карцинома in situ                                                    |
| (D05.7) | Інша карцинома in situ молочної залози                                                   |
| (D05.9) | Карцинома in situ молочної залози, неуточнена                                            |
| (D06)   | Карцинома in situ шийки матки                                                            |
| (D06.0) | Злоякісне новоутворення ендоцервікального каналу                                         |
| (D06.1) | Злоякісне новоутворення екзоцервікальної зони                                            |
| (D06.7) | Злоякісне новоутворення інших частин шийки                                               |
| (D06.9) | Злоякісне новоутворення шийки, неуточнена                                                |
| (D07)   | Карцинома in situ інших та неуточнених статевих органів                                  |
| (D07.0) | Злоякісне новоутворення ендометрію                                                       |
| (D07.1) | Злоякісне новоутворення вульви                                                           |
| (D07.2) | Злоякісне новоутворення вагіни                                                           |
| (D07.3) | Злоякісне новоутворення інших неуточнених жіночих статевих органів                       |
| (D07.4) | Злоякісне новоутворення пеніса                                                           |
| (D07.5) | Злоякісне новоутворення простати                                                         |
| (D07.6) | Злоякісне новоутворення інших та неуточнених чоловічих статевих органів                  |
| (D09)   | Карцинома in situ інших та неуточнених локалізацій                                       |
| (D09.0) | Злоякісне новоутворення сечового міхура                                                  |
| (D09.1) | Злоякісне новоутворення інших та неуточнених сечовивідних органів                        |
| (D09.2) | Злоякісне новоутворення ока                                                              |
| (D09.3) | Злоякісне новоутворення щитоподібної та інших ендокринних залоз                          |
| (D09.7) | Карцинома in situ інших уточнених локалізацій                                            |
| (D09.9) | Карцинома in situ, неуточнена                                                            |

### (D10-D36) Доброякісні новоутворення
| (D10)   | Доброякісне новоутворення порожнини рота і глотки                                                    |
| (D10.0) | Доброякісне новоутворення губи                                                                       |
| (D10.1) | Доброякісне новоутворення язика                                                                      |
| (D10.2) | Доброякісне новоутворення лна рота                                                                   |
| (D10.3) | Доброякісне новоутворення інших та неуточнених частин рота                                           |
| (D10.4) | Доброякісне новоутворення мигдалини                                                                  |
| (D10.5) | Доброякісне новоутворення інших частин ротоглотки                                                    |
| (D10.6) | Доброякісне новоутворення носоглотки                                                                 |
| (D10.7) | Доброякісне новоутворення гортаноглотки                                                              |
| (D10.9) | Доброякісне новоутворення глотки, неуточнене                                                         |
| (D11)   | Доброякісне новоутворення великих слинних залоз                                                      |
| (D11.0) | Доброякісне новоутворення підщелепної залози                                                         |
| (D11.7) | Доброякісне новоутворення інших великих залоз                                                        |
| (D11.9) | Доброякісне новоутворення великої слинної залози, неуточнене                                         |
| (D12)   | Доброякісне новоутворення ободової прямої кишки, ануса та анального каналу                           |
| (D12.0) | Доброякісне новоутворення сліпої кишки                                                               |
| (D12.1) | Доброякісне новоутворення апендикса                                                                  |
| (D12.2) | Доброякісне новоутворення висхідної ободової кишки                                                   |
| (D12.3) | Доброякісне новоутворення поперечної ободової кишки                                                  |
| (D12.4) | Доброякісне новоутворення нисхідної ободової кишки                                                   |
| (D12.5) | Доброякісне новоутворення сигмоподібної кишки                                                        |
| (D12.6) | Доброякісне новоутворення товстої кишки, неуточнене                                                  |
| (D12.7) | Доброякісне новоутворення ректосигмоїдного сполучення                                                |
| (D12.8) | Доброякісне новоутворення прямої кишки                                                               |
| (D12.9) | Доброякісне новоутворення ануса та анального каналу                                                  |
| (D13)   | Доброякісне новоутворення інших та неуточнених частин органів травлення                              |
| (D13.0) | Доброякісне новоутворення стравоходу                                                                 |
| (D13.1) | Доброякісне новоутворення шлунку                                                                     |
| (D13.2) | Доброякісне новоутворення 12-палої кишки                                                             |
| (D13.3) | Доброякісне новоутворення інших та неуточнених частин тонкої кишки                                   |
| (D13.4) | Доброякісне новоутворення печінки                                                                    |
| (D13.5) | Доброякісне новоутворення зовнішньопечінкових жовчних протоків                                       |
| (D13.6) | Доброякісне новоутворення підшлункової залози                                                        |
| (D13.7) | Доброякісне новоутворення ендокринної ділянки підшлункової залози                                    |
| (D13.9) | Доброякісне новоутворення неуточнених ділянок системи травлення                                      |
| (D14)   | Доброякісне новоутворення середнього вуха та органів дихання                                         |
| (D14.0) | Середнього вуха, носової порожнини та придаткових синусів                                            |
| (D14.1) | Доброякісне новоутворення гортані                                                                    |
| (D14.2) | Доброякісне новоутворення трахеї                                                                     |
| (D14.3) | Бронхів та легені                                                                                    |
| (D14.4) | Органів дихання, неуточнене                                                                          |
| (D15)   | Доброякісне новоутворення інших та неуточнених внутрішніх органів грудної клітки                     |
| (D15.0) | Тимусу                                                                                               |
| (D15.1) | Серця                                                                                                |
| (D15.2) | Середостіння                                                                                         |
| (D15.7) | Інших уточнених внутрішніхорганів грудної клітки                                                     |
| (D15.9) | Внутрішнього органу грудної клітки, неуточнене                                                       |
| (D16)   | Доброякісне новоутворення кісток та суглобових хрящів                                                |
| (D16.0) | Лопатки та довгих кісток верхньої кінцівки                                                           |
| (D16.1) | Коротких кісток верхньої кінцівки                                                                    |
| (D16.2) | Довгих кісток нижньої кінцівки                                                                       |
| (D16.3) | Коротких кісток нижньої кінцівки                                                                     |
| (D16.4) | Кісток черепа та обличчя                                                                             |
| (D16.5) | Кістки нижньої щелепи                                                                                |
| (D16.6) | Хребетного стовпа                                                                                    |
| (D16.7) | Ребер, грудини та ключиці                                                                            |
| (D16.8) | Кісток тазу, крижа та куприка                                                                        |
| (D16.9) | Кістки та суглобового хряща, неуточнене                                                              |
| (D17)   | Доброякісне новоутворення жирової тканинии                                                           |
| (D17.0) | Доброякісне ліпоматозне новоутворення шкіри та підшкірної тканини голови, обличчя та шиї             |
| (D17.1) | Доброякісне ліпоматозне новоутворення шкіри та підшкірної тканини тулуба                             |
| (D17.2) | Доброякісне ліпоматозне новоутворення шкіри та підшкірної тканини кінцівок                           |
| (D17.3) | Доброякісне ліпоматозне новоутворення шкіри та підшкірної тканини інших та неуточнених локалізацій   |
| (D17.4) | Доброякісне ліпоматозне новоутворення внутрішньогрудних органів                                      |
| (D17.5) | Доброякісне ліпоматозне новоутворення внутрішньочеревних органів                                     |
| (D17.6) | Доброякісне ліпоматозне новоутворення сім'яного канатику                                             |
| (D17.7) | Доброякісне ліпоматозне новоутворення інших локалізацій                                              |
| (D17.9) | Доброякісне ліпоматозне новоутворення, неуточнене                                                    |
| (D18)   | Гемангіома та лімфангіома, будь-яка локалізація                                                      |
| (D18.0) | Гемангіома, будь-яка локалізація                                                                     |
| (D18.1) | Лімфагіома, будь-яка локалізація                                                                     |
| (D19)   | Доброякісне новоутворення мезотеліальної тканини                                                     |
| (D19.0) | Мезотеліальної тканини плеври                                                                        |
| (D19.1) | Мезотеліальної тканини очеревини                                                                     |
| (D19.7) | Мезотеліальної тканини інших локалізацій                                                             |
| (D19.9) | Мезотеліальної тканини, неуточнене                                                                   |
| (D20)   | Доброякісне новоутворення м'якої тканини заочеревини та очеревини                                    |
| (D20.0) | Заочеревини                                                                                          |
| (D20.1) | Очеревини                                                                                            |
| (D21)   | Інші доброякісні новоутворення сполучної та іншої м'якої тканини                                     |
| (D21.0) | Сполучної та іншої м'якої тканини голови, обличчя та шиї                                             |
| (D21.1) | Сполучної та іншої м'якої тканини верхньої кінцівки, включаючи плече (верхню ділянку грудної клітки) |
| (D21.2) | Сполучної та іншої м'якої тканини нижньої кінцівки, включаючи стегно (тазостегнову поверхню)         |
| (D21.3) | Сполучної та іншої м'якої тканини грудної клітки                                                     |
| (D21.4) | Сполучної та іншої м'якої тканини живота                                                             |
| (D21.5) | Сполучної та іншої м'якої тканини тазу                                                               |
| (D21.6) | Сполучної та іншої м'якої тканини тулуба, неуточнене                                                 |
| (D21.9) | Сполучної та іншої м'якої тканини, неуточнене                                                        |
| (D22)   | Меланоцитарні невуси                                                                                 |
| (D22.0) | Меланоцитарні невуси губи                                                                            |
| (D22.1) | Меланоцитарні невуси повіки, включаючи кантус                                                        |
| (D22.2) | Меланоцитарні невуси вуха та зовнішнього слухового проходу                                           |
| (D22.3) | Меланоцитарні невуси інших та неуточнених части обличчя                                              |
| (D22.4) | Меланоцитарні невуси черепа та шиї                                                                   |
| (D22.5) | Меланоцитарні невуси тулуба                                                                          |
| (D22.6) | Меланоцитарні невуси верхньої кінцівки, включаючи ділянку плечевого суглобу                          |
| (D22.7) | Меланоцитарні невуси нижньої кінцівки, включаючи ділянку тазостегнового суглобу                      |
| (D22.9) | Меланоцитарні невуси, неуточнені                                                                     |
| (D23)   | Інші доброякісні новоутворення шкіри                                                                 |
| (D23.0) | Шкіри губи                                                                                           |
| (D23.1) | Шкіри повіки, включаючи кантус (кут очної щілини)                                                    |
| (D23.2) | Шкіри вуха та зовнішнього слухового проходу                                                          |
| (D23.3) | Шкіри інших та неуточнених частин обличчя                                                            |
| (D23.4) | Шкіри черепа та шиї                                                                                  |
| (D23.5) | Шкіри тулуба                                                                                         |
| (D23.6) | Шкіри верхньої кінцівки, включаючи ділянку плечевого суглобу                                         |
| (D23.7) | Шкіри нижньої кінцівки, вкючаючи ділянку тазостегневого суглобу                                      |
| (D23.9) | Шкіри, неуточнене                                                                                    |
| (D24)   | Доброякісне новоутворення молочної залози                                                            |
| (D25)   | Лейоміома матки                                                                                      |
| (D25.0) | Підслизова лейоміома матки                                                                           |
| (D25.1) | Інтрамуральна лейоміома матки                                                                        |
| (D25.2) | Субсерозна лейоміома матки                                                                           |
| (D25.9) | Лейоміома матки, неуточнена                                                                          |
| (D26)   | Інші доброякісні новоутворення матки                                                                 |
| (D26.0) | Доброякісне новоутворення шийки матки                                                                |
| (D26.1) | Доброякісне новоутворення тіла матки                                                                 |
| (D26.7) | Доброякісне новоутворення інших частин матки                                                         |
| (D26.9) | Доброякісне новоутворення матки, неуточнені                                                          |
| (D27)   | Доброякісне новоутворення яєчника                                                                    |
| (D27.1) | Фіброма яєчника                                                                                      |
| (D28)   | Доброякісне новоутворення інших та неуточнених жіночих статевих органів                              |
| (D28.0) | Доброякісне новоутворення вульви                                                                     |
| (D28.1) | Доброякісне новоутворення вагіни                                                                     |
| (D28.2) | Доброякісне новоутворення маточних труб та зв'язок                                                   |
| (D28.7) | Доброякісне новоутворення інших уточнених жіночих статевих органів                                   |
| (D28.9) | Доброякісне новоутворення жіночого статевого органу, неуточнене                                      |
| (D29)   | Доброякісне новоутворення чоловічих статевих органів                                                 |
| (D29.0) | Доброякісне новоутворення пеніса                                                                     |
| (D29.1) | Доброякісне новоутворення простати                                                                   |
| (D29.2) | Доброякісне новоутворення яєчка                                                                      |
| (D29.3) | Доброякісне новоутворення придатка яєчка                                                             |
| (D29.4) | Доброякісне новоутворення мошонки                                                                    |
| (D29.7) | Доброякісне новоутворення інших чоловічих статевих органів                                           |
| (D29.9) | Доброякісне новоутворення чоловічого статевого органу, неуточнене                                    |
| (D30)   | Доброякісне новоутворення сечових органів                                                            |
| (D30.0) | Доброякісне новоутворення нирки                                                                      |
| (D30.1) | Доброякісне новоутворення ниркової миски                                                             |
| (D30.2) | Доброякісне новоутворення сечоводу                                                                   |
| (D30.3) | Доброякісне новоутворення сечового міхура                                                            |
| (D30.4) | Доброякісне новоутворення уретри (поліп)                                                             |
| (D30.7) | Доброякісне новоутворення інших сечових органів                                                      |
| (D30.9) | Доброякісне новоутворення сечового органу, неуточнене                                                |
| (D31)   | Доброякісне новоутворення ока та придаткового апарату                                                |
| (D31.0) | Кон'юнктиви                                                                                          |
| (D31.1) | Рогівки                                                                                              |
| (D31.2) | Сітківки                                                                                             |
| (D31.3) | Хоріодальної оболонки                                                                                |
| (D31.4) | Циліарного тіла                                                                                      |
| (D31.5) | Сльозові залози та протоки                                                                           |
| (D31.6) | Орбіти, неуточнене                                                                                   |
| (D31.9) | Ока, неуточнене                                                                                      |
| (D32)   | Доброякісне новоутворення оболон мозку                                                               |
| (D32.0) | Оболон головного мозку                                                                               |
| (D32.1) | Оболон спинного мозку                                                                                |
| (D32.9) | Оболон мозку, неуточнене                                                                             |
| (D33)   | Доброякісне новоутворення головного мозку та інших частин центральної нервової системи               |
| (D33.0) | Головного мозку, супратенторіального                                                                 |
| (D33.1) | Головного мозку, інфратенторіального                                                                 |
| (D33.2) | Головного мозку, неуточнене                                                                          |
| (D33.3) | Черепних нервів                                                                                      |
| (D33.4) | Спинного мозку                                                                                       |
| (D33.7) | Інших уточнених частин центральної нервової системи                                                  |
| (D33.9) | Центральної нервової системи, неуточнене                                                             |
| (D34)   | Доброякісне новоутворення щитоподібної залози                                                        |
| (D35)   | Доброякісне новоутворення інших та неуточнених ендокринних залоз                                     |
| (D35.0) | Наднирника                                                                                           |
| (D35.1) | Паращитоподібної залози                                                                              |
| (D35.2) | Гипофізу                                                                                             |
| (D35.3) | Черепно-глоточної протоки                                                                            |
| (D35.4) | Шишкоподібної залози                                                                                 |
| (D35.5) | Сонного (каротидного) гломуса                                                                        |
| (D35.6) | Аортального поперекового параганглію (хромафінного тіла аорти) та іншого параганглію                 |
| (D35.7) | Іншої уточненої ендокринної залози                                                                   |
| (D35.8) | Плюригландуларне ураження                                                                            |
| (D35.9) | Ендокринної залози, неуточнене                                                                       |
| (D36)   | Доброякісне новоутворення інших та неуточнених локалізацій                                           |
| (D36.0) | Лімфатичних вузлів                                                                                   |
| (D36.1) | Доброякісне новоутворення периферичних нервів та вегетативної нервової системи                       |
| (D36.7) | Доброякісне новоутворення інших уточнених локалізацій                                                |
| (D36.9) | Доброякісне новоутворення уточненої локалізації                                                      |

### (D37-D48) Новоутворення невизначеного або невідомого характера
| (D37)   | Новоутворення невизначеного чи невідомого характеру ротової порожнини та органів травлення                               |
| (D37.0) | Губи, ротової порожнини та глотки                                                                                        |
| (D37.1) | Шлунку |
| (D37.2) | Тонкої кишки |
| (D37.3) | Апендиксу |
| (D37.4) | Товстої кишки |
| (D37.5) | Прямої кишки |
| (D37.6) | Печінки, жовчного міхура та жовчних протоків                                                                             |
| (D37.7) | Інших органів травлення                                                                                                  |
| (D37.9) | Органу травлення, неуточнене                                                                                             |
| (D38)   | Новоутворення невизначеного чи невідомого характеру середнього вуха, органів дихання і внутрішніх органів грудної клітки |
| (D38.0) | Гортані |
| (D38.1) | Трахеї, бронхів та легені                                                                                                |
| (D38.2) | Плеври |
| (D38.3) | Середостіння |
| (D38.4) | Тімусу |
| (D38.5) | Інших органів дихання |
| (D38.6) | Органи дихання, неуточнене                                                                                               |
| (D39)   | Новоутворення невизначеного чи невідомого характеру жіночих статевих органів                                             |
| (D39.0) | Матки |
| (D39.1) | Яєчника |
| (D39.2) | Плаценти |
| (D39.7) | Інших жіночих статевих оргагів                                                                                           |
| (D39.9) | Жіночого статевого органу, неуточнене                                                                                    |
| (D40)   | Новоутворення невизначеного чи невідомого характеру чоловічих статевих органів                                           |
| (D40.0) | Простати |
| (D40.1) | Яєчка |
| (D40.7) | Інших чоловічих статевих органів                                                                                         |
| (D40.9) | Чоловічого статевого органу, неуточнене                                                                                  |
| (D41)   | Новоутворення невизначеного чи невідомого характеру сечових органів                                                      |
| (D41.0) | Нирки |
| (D41.1) | Ниркової миски |
| (D41.2) | Сечоводу |
| (D41.3) | Уретри |
| (D41.4) | Сечового міхура |
| (D41.7) | Інших сечових органів |
| (D41.9) | Сечового органу, неуточнене                                                                                              |
| (D42)   | Новоутворення невизначеного чи невідомого характеру оболон мозку                                                         |
| (D42.0) | Оболон головного мозку                                                                                                   |
| (D42.1) | Оболон спинного мозку |
| (D42.9) | Оболон мозку, неуточнене                                                                                                 |
| (D43)   | Новоутворення невизначеного чи невідомого характеру головного мозку та центральної нервової системи                      |
| (D43.0) | Головного мозку, супратенторіального                                                                                     |
| (D43.1) | Головного мозку, розміщенного під мозочковим наметом                                                                     |
| (D43.2) | Головного мозку, неуточнене                                                                                              |
| (D43.3) | Черепних нервів |
| (D43.4) | Спинного мозку |
| (D43.7) | Інших частин центральної нервової системи                                                                                |
| (D43.9) | Центральної нервової системи, неуточнене                                                                                 |
| (D44)   | Новоутворення невизначеного чи невідомого характеру ендокринних залоз                                                    |
| (D44.0) | Щитоподібної залози |
| (D44.1) | Наднирника |
| (D44.2) | Паращитоподібної залози                                                                                                  |
| (D44.3) | Гіпофізу |
| (D44.4) | Черепно-глоточної протоки                                                                                                |
| (D44.5) | Шишкоподібної залози |
| (D44.6) | Каротидного гломуса |
| (D44.7) | Аортального поперекового параганглію (хромафінного тіла аорти) та іншого паранганглію                                    |
| (D44.8) | Плюригландулярне ураження                                                                                                |
| (D44.9) | Ендокринної залози, неуточнене                                                                                           |
| (D45)   | Поліцитемія справжня |
| (D46)   | Мієлодиспластичні синдроми                                                                                               |
| (D46.0) | Стійка анемія без сидеробластів                                                                                          |
| (D46.1) | Стійка сидеробластична анемія                                                                                            |
| (D46.2) | Стійка анемія з надлишком бластних клітин                                                                                |
| (D46.3) | Стійка анемія з надлишком бластотрансформованих клітин                                                                   |
| (D46.4) | Стійка анемія, неуточнена                                                                                                |
| (D46.7) | Інші міелодиспластичні синдроми                                                                                          |
| (D46.9) | Міелодиспластичний синдром, неуточнений                                                                                  |
| (D47)   | Інші новоутворення невизначеного чи невідомого характару лімфоїдної, кровотворної та спорідненої тканини                 |
| (D47.0) | Гістіоцитарні новоутворення та тучноклітинні пухлини невизначеного чи невідомого характеру                               |
| (D47.1) | Хронічна мієлопроліферативна хвороба                                                                                     |
| (D47.2) | Моноклональна гаммапатія                                                                                                 |
| (D47.3) | Есенціальна (геморагічна) тромбоцитемія                                                                                  |
| (D47.7) | Інші уточнені новоутворення невизначеного чи невідомого характеру лімфоїдної, кровотворної та спорідненої тканни         |
| (D47.9) | Новоутворення невизначеного чи невідомого характеру лімфоїдної, кровотворної та спорідненої тканини, неуточнене          |
| (D48)   | Новоутворення невизначеного чи невідомого характеру інших та неуточнених локалізацій                                     |
| (D48.0) | Кістки суглобного хряща                                                                                                  |
| (D48.1) | Сполучної та іншої м'якої тканини                                                                                        |
| (D48.2) | Периферичних нервів та вегетативної нервової системи                                                                     |
| (D48.3) | Заочеревини |
| (D48.4) | Очеревини |
| (D48.5) | Шкіри |
| (D48.6) | Молочної залози |
| (D48.7) | Новоутворення невизначеного чи невідомого характеру, інші уточнені локалізації                                           |
| (D48.9) | Новоутворення невизначеного чи невідомого характеру, не уточнене                                                         |

## Виноски
1. ↑  International Statistical Classification of Diseases and Related Health Problems 10th Revision. Version:2015 (англ.). World Health Organization. Процитовано 15 листопада 2015. (англ.)
2. ↑  Клініко-статистична класифікація хвороб, розроблена на базі МКХ-10 (проект) (укр.). Міністерство охорони здоров'я України. Процитовано 15 листопада 2015. (укр.)